# Stilpnus grassator
Stilpnus grassator är en stekelart som beskrevs av Jussila 1988. Stilpnus grassator ingår i släktet Stilpnus och familjen brokparasitsteklar. Inga underarter finns listade i Catalogue of Life.